# Eva Syková
Eva Syková es un neurocientífico Checa cuya investigación se centró en los orígenes, mecanismos y mantenimiento de la homeostasis iónica y el volumen en el sistema nervioso central y el papel de la transmisión extrasynaptic, lesión de la médula espinal. Actualmente se está llevando a varios estudios clínicos, incluyendo una fase I / II en pacientes con lesión de la médula espinal, así como los estudios clínicos en curso de los pacientes con ELA y lesión en la pierna isquémica. Ella es director del Instituto de Medicina Experimental y el jefe del Centro de Terapia Celular y Reparación de Tejidos de la Universidad Carolina de Praga. Eva Syková es autor de 421 publicaciones y cotitular de siete patentes con un índice H de 50.